# Bizanos
Bizanos – miejscowość i gmina we Francji, w regionie Nowa Akwitania, w departamencie Pireneje Atlantyckie.
Według danych na rok 1990 gminę zamieszkiwało 4298 osób, a gęstość zaludnienia wynosiła 972 osób/km² (wśród 2290 gmin Akwitanii Bizanos plasuje się na 94. miejscu pod względem liczby ludności, natomiast pod względem powierzchni na miejscu 1460.).